# Slup
Slup település Csehországban, a Znojmói járásban. Slup Křídlůvky, Jaroslavice, Strachotice és Valtrovice településekkel határos. Lakosainak száma 533 fő (2024. január 1.).

## Népesség
A település lakosságának változását az alábbi diagram mutatja:
| Lakosok száma | 1299 | 1592 | 1700 | 697  | 534  | 408  | 475  | 491  | 493  | 533  |
|               | 1869 | 1890 | 1921 | 1950 | 1980 | 2001 | 2017 | 2019 | 2022 | 2024 |